# Сюрпризаль
Сюрпризаль (англ. surprisal) — функція (s), що описує відношення між первинним розподілом (P0) станів продукту та спостережуваним чи розрахованим розподілом продукту (P).
{\displaystyle s=-\ln {\frac {P}{P_{0}}}}.
Сюрпризальний аналіз (англ. surprisal analysis) — вивчення розподілу станів продукту з використанням сюрпризалей.